# Glassdoor
Glassdoor是一个允許用戶參與評論企業的网站，任何企業的現任员工和前员工都可以在該網站上匿名評論僱主。Glassdoor还允许用户匿名提交和查看工资，以及在其平台上搜索和申请工作。
2018年，Glassdoor被日本公司瑞可利以12亿美元收购。Glassdoor总部位于美國加利福尼亚州米尔谷，在芝加哥、伦敦和圣保罗在内的全球各地设有办事处。

## 历史
Glassdoor于2007年由蒂姆·貝絲 、羅伯特·奧曼和Expedia创始人理查德·巴頓共同创立。 